# Strugureni
Strugureni (węg. Mezőveresegyháza) – wieś w Rumunii, w okręgu Bistrița-Năsăud, w gminie Chiochiș. W 2011 roku liczyła 210 mieszkańców.